# 长沙乡 (安远县)
长沙乡，是中华人民共和国江西省赣州市安远县下辖的一个乡镇级行政单位。

## 行政区划
长沙乡下辖以下地区：
长沙村、吉祥村、渡屋村、员当村、光明村和小山村。